# Arai Helmet

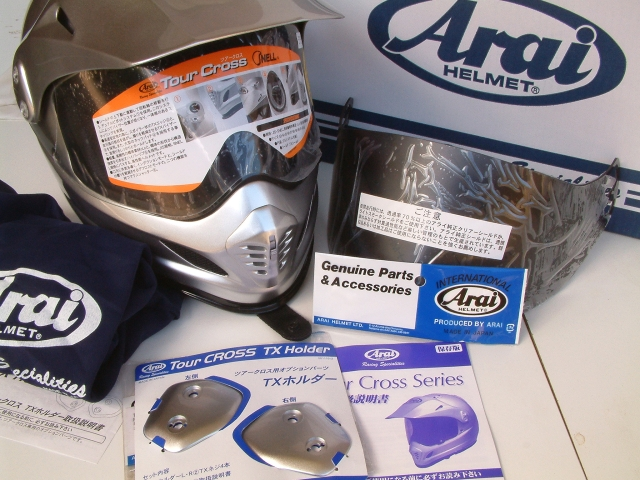
Um Kit Arai para motocross.

Arai Helmet, é uma empresa japonesa que desenha e fabrica capacete motociclístico e para automobilismo. Foi fundada em 1926 por Hirotake Arai, em seu início, dedicava-se a produção de chapéus. Hoje em dia, ocupa posição de destaque entre o setor de motovelocidade juntamente com a Shoei. Seus produtos gozam de grande prestígio entre os consumidores, entretanto, os valores dos produtos também são altos, devido ao sistema de troca das viseiras. Possui as duas principais certificações européia.